# 大邱北部警察署
大邱北部警察署（テグプクプけいさつしょ）は、大邱地方警察庁所管の警察署である。

## 管轄区域
- 北区のうち琴湖江より南側

## 沿革
- 1959年12月1日 - 東大邱警察署として開署。
- 1981年7月1日 - 北部警察署に改称。
- 1988年7月15日 - 現在の庁舎が完成。

## 組織
- 警務課
- 生活安全課
- 捜査課
- 刑事課
- 情報保安課
- 交通課
- 警備課
- 女性青少年課

## 管轄地区隊
- 古城地区隊
- 魯院地区隊
- 伏賢地区隊
- 山格地区隊

## 管轄治安センター
- 砧山治安センター
- 七星治安センター
- 北砧山治安センター
- 3工団治安センター
- 魯院2街治安センター
- 検丹治安センター
- 大賢治安センター
- 伏賢治安センター
- 山格2洞治安センター
- 山格3洞治安センター